# Резолюція Ради Безпеки ООН 7
Резолюція Ради Безпеки ООН 7 — резолюція, прийнята 26 червня 1946 року, стосувалася впливу диктатури в Іспанії на міжнародний мир і безпеку. Поразка держав Осі у Другій світовій війні зробила іспанський уряд Франсиско Франко єдиним національним фашистським урядом у світі.
Резолюція була підтверджена, і після розгляду висновків підкомітету, утвореного Резолюцією Ради Безпеки 4, Рада Безпеки постановила засудити режим Франко і тримати ситуацію під «постійним наглядом».
Резолюція була прийнята частинами, отже, не було проведено голосування по тексту в цілому.